# Dylan Olsen
Dylan Olsen (* 3. Januar 1991 in Salt Lake City, Utah) ist ein ehemaliger US-amerikanisch-kanadischer Eishockeyspieler, der im Verlauf seiner aktiven Karriere zwischen 2009 und 2021 unter anderem 125 Spiele für die Chicago Blackhawks und Florida Panthers in der National Hockey League (NHL) auf der Position des Verteidigers bestritten hat. Darüber hinaus absolvierte Olsen über weitere 225 Partien in der American Hockey League (AHL). Sein Vater Darryl Olsen war ebenfalls professioneller Eishockeyspieler.

## Karriere
Olsen wurde in Salt Lake City geboren, als sein Vater Darryl dort professionell Eishockey bei den Salt Lake Golden Eagles in der International Hockey League (IHL) spielte. Seine Karriere als Eishockeyspieler begann Dylan Olsen bei den Camrose Kodiaks, für die er von 2006 bis 2009 in der kanadischen Juniorenliga Alberta Junior Hockey League (AJHL) aktiv war. Anschließend wurde er im NHL Entry Draft 2009 in der ersten Runde als insgesamt 28. Spieler von den Chicago Blackhawks aus der National Hockey League (NHL) ausgewählt. Der Verteidiger besuchte zunächst jedoch eineinhalb Jahre lang die University of Minnesota Duluth, für deren Eishockeymannschaft er parallel in der National Collegiate Athletic Association (NCAA) auflief.
Zur Mitte der Saison 2010/11 brach er sein Studium jedoch ab und gab sein Debüt im professionellen Eishockey für Chicagos Farmteam Rockford IceHogs aus der American Hockey League (AHL). In der Saison 2011/12 lief Olsen parallel für die Chicago Blackhawks in der NHL sowie die Rockford IceHogs in der AHL auf. Im November 2013 wechselte er im Rahmen eines Tauschgeschäftes für Kris Versteeg zu den Florida Panthers. Auch in der Organisation der Panthers pendelte der Abwehrspieler in den zweieinhalb Spielzeiten stets zwischen den beiden Ligen. Die Florida Panthers verlängerten seinen bis zum Ende der Saison 2015/16 laufenden Vertrag nicht. Daraufhin schloss sich Olsen im Verlauf des Spieljahres 2016/17 der kanadischen Amateurmannschaft Nanton Palominos aus der Ranchland Hockey League (RHL) an. Zur Saison 2017/18 kehrte der Kanadier aber wieder ins Profigeschäft zurück, als er einen Vertrag bei den Adirondack Thunder aus der ECHL unterzeichnete. Im Saisonverlauf kam er in Form eines Leihgeschäfts auch zu sieben Einsätzen für die Binghamton Devils in der AHL.
Auf der Suche nach einer neuen sportlichen Herausforderung zog es Olsen für die Spielzeit 2018/19 erstmals nach Europa, wo er sich mit den Nottingham Panthers aus der britischen Elite Ice Hockey League (EIHL) auf einen Einjahresvertrag einigte. In der folgenden Saison lief er zunächst für den slowakischen Extraligisten HK Nitra auf. Im Saisonverlauf kehrte der Defensivspieler aber wieder nach Nordamerika zurück und beendete die Saison 2019/20 in der ECHL, wo er für die South Carolina Stingrays und Wichita Thunder auflief. Vor dem Hintergrund der COVID-19-Pandemie setzte Olsen in der Spielzeit 2020/21 mit dem Eishockey aus, absolvierte in der Saison 2021/22 aber noch einmal zwei Spiele für Wichita. Nachdem sich das Team von ihm im Oktober 2021 getrennt hatte, trat der 30-Jährige auf der sportlichen Bühne nicht mehr in Erscheinung.

### International
Für Kanada nahm Olsen an der U18-Junioren-Weltmeisterschaft 2009 sowie der U20-Junioren-Weltmeisterschaft 2011 teil. Bei der U20-WM 2011 gewann er mit seiner Mannschaft die Silbermedaille.

## Erfolge und Auszeichnungen
- 2008 Rogers-Wireless-Cup-Gewinn mit den Camrose Kodiaks
- 2009 AJHL South All-Star Team
- 2011 Silbermedaille bei der U20-Junioren-Weltmeisterschaft

## Karrierestatistik

### International
Vertrat Kanada bei:
- World U-17 Hockey Challenge 2008
- U18-Junioren-Weltmeisterschaft 2009
- U20-Junioren-Weltmeisterschaft 2011

(Legende zur Spielerstatistik: Sp oder GP = absolvierte Spiele; T oder G = erzielte Tore; V oder A = erzielte Assists; Pkt oder Pts = erzielte Scorerpunkte; SM oder PIM = erhaltene Strafminuten; +/− = Plus/Minus-Bilanz; PP = erzielte Überzahltore; SH = erzielte Unterzahltore; GW = erzielte Siegtore; 1 Play-downs/Relegation; Kursiv: Statistik nicht vollständig)